# Riksmötet 2008/2009
Riksmötet 2008/09 var Sveriges riksdags verksamhetsår 2009–2010. Det pågick från riksmötets öppnande den 16 september 2008  till den 15 september 2009.
Riksdagens talman under riksmötet 2008/09 var Per Westerberg (M).